# Kangeq
Kangeq (dánsky Håbets Ø, zastarale Kangek nebo Haabets Oe) je zaniklá osada v kraji Sermersooq v Grónsku, asi 18 km jihozápadně od Nuuku. Nachází se na stejnojmenném ostrově u ústí fjordu Nuup Kangerlua do Labradorského moře. Název znamená „mys u fjordu“.

## Historie
Kangeq byl již v historii obydlen Dorsetskou kulturou (pravěkou grónskou kulturou pocházející z Kanady), ta se však z této oblasti vytratila přibližně v 11. století př. n. l.
Oficiální osada byla založena dne 3. července 1721 dánským misionářem Hansem Egedem jako Haabets Oe, v roce 1728 však byla Clausem Paarssem přemístěna na jiné, dnešní umístění.
V roce 1854 se Kangeq stal obchodní stanicí společnosti Royal Greenland. Při největším vzrůstu žilo v Kangequ asi 200 obyvatel. Kangeq existoval až do roku 1973; poté stěhování obyvatel do nedalekého Nuuku způsobil jeho zánik.
Ruiny Kangequ jsou pořád ještě zřetelné, a tak je Kangeq často navštěvován turisty. V roce 2009 tu byl natáčen film s názvem Experiment.

## Významné osobnosti
- Áron z Kangequ (1822–1869) – malíř a historik